# تورینگتون (کنتیکت)
تورینگتون، کنتیکت (به انگلیسی: Torrington, Connecticut) یک شهر در ایالات متحده آمریکا است که در کنتیکت واقع شده‌است.

## خصوصیات
تورینگتون ۱۰۴٫۶ کیلومترمربع مساحت و ۳۵٬۹۹۵ نفر جمعیت دارد و ۱۶۵ متر بالاتر از سطح دریا واقع شده‌است.